# Philopotamus variegatus
Philopotamus variegatus är en nattsländeart som först beskrevs av Giovanni Antonio Scopoli 1763.  Philopotamus variegatus ingår i släktet Philopotamus och familjen stengömmenattsländor. Utöver nominatformen finns också underarten P. v. amphilectus.